# Bertie and Elizabeth
Bertie & Elizabeth (Bertie y Elizabeth o Bertie e Isabel en español), es una película de 2002 producida por Carlton Television. La película explora la relación entre el Rey Jorge VI y su esposa Lady Elizabeth Bowes-Lyon (Reina Isabel) de su primera reunión a la muerte del rey en el invierno de 1952. Bertie & Elizabeth fue encargada especialmente para el Jubileo de Oro de Isabel II y fue emitida por primera vez en ITV1 el 4 de junio de 2002, sólo dos meses después de la muerte de la Reina Elizabeth, la Reina Madre.

## Argumento
La película comienza con la reunión inicial entre el entonces Duque de York y Lady Elizabeth Bowes-Lyon y continua a través de su noviazgo, el matrimonio, la sucesión al trono tras la abdicación de Eduardo VIII, y la Segunda Guerra Mundial.
La película retrata la lucha de Rey Jorge VI de superar su tartamudeo, el miedo que sentía hacia su padre, y el estrés castigador al que fue puesto el Rey durante la crisis de la abdicación de 1936.

## Elenco
- James Wilby es Rey Jorge VI o Bertie.
- Juliet Aubrey es Reina Isabel.
- Alan Bates es Rey Jorge V.
- Eileen Atkins es Reina María.
- Dolly Wells es Princesa María.
- Charles Edwards es Eduardo VIII.
- Oliver Ford Davies es Arzobispo Lang.[2]